# Teucholabis rectangularis
Teucholabis rectangularis är en tvåvingeart som beskrevs av Alexander 1952. Teucholabis rectangularis ingår i släktet Teucholabis och familjen småharkrankar.
Artens utbredningsområde är Bolivia. Inga underarter finns listade i Catalogue of Life.